# 773
773 (DCCLXXIII) je bilo navadno leto, ki se je po julijanskem koledarju začelo na petek.

## Dogodki
- Frank Karel Veliki zavzame langobardsko državo.